# Delio Gamboa
Delio Gamboa   (Buenaventura, 28 de gener de 1936 - Cali, 23 d'agost de 2018), anomenat Delio Maravilla Gamboa, fou un futbolista colombià de la dècada de 1960.
Fou 23 cops internacional amb la selecció de Colòmbia. Pel que fa a clubs, defensà els colors de Atlético Nacional, Millonarios, Independiente Santa Fe, Once Caldas, i Deportes Tolima. A Mèxic fou jugador de CD Oro.